# Scottsville (Kansas)
Scottsville és una població dels Estats Units a l'estat de Kansas. Segons el cens del 2000 tenia 21 habitants.

## Demografia
Segons el cens del 2000, Scottsville tenia 21 habitants, 8 habitatges, i 7 famílies. La densitat de població era de 32,4 habitants/km².
Dels 8 habitatges en un 50% hi vivien nens de menys de 18 anys, en un 75% hi vivien parelles casades, en un 0% dones solteres, i en un 12,5% no eren unitats familiars. En el 12,5% dels habitatges hi vivien persones soles el 12,5% de les quals corresponia a persones de 65 anys o més que vivien soles. El nombre mitjà de persones vivint en cada habitatge era de 2,63 i el nombre mitjà de persones que vivien en cada família era de 2,86.
Per edats la població es repartia de la següent manera: un 23,8% tenia menys de 18 anys, un 14,3% entre 18 i 24, un 28,6% entre 25 i 44, un 14,3% de 45 a 60 i un 19% 65 anys o més.
L'edat mediana era de 40 anys. Per cada 100 dones de 18 o més anys hi havia 166,7 homes.
La renda mediana per habitatge era de 28.750 $ i la renda mediana per família de 38.333 $. Els homes tenien una renda mediana de 26.250 $ mentre que les dones 11.250 $. La renda per capita de la població era de 13.624 $. Cap de les famílies estaven per davall del llindar de pobresa.

## Poblacions més properes
El següent diagrama mostra les poblacions més properes.